# Gare de Lagarde
 (décembre 2021).
Si vous disposez d'ouvrages ou d'articles de référence ou si vous connaissez des sites web de qualité traitant du thème abordé ici, merci de compléter l'article en donnant les références utiles à sa vérifiabilité et en les liant à la section « Notes et références ».
La gare de Lagarde est une ancienne gare ferroviaire française de la ligne de Moulin-Neuf à Lavelanet, située sur le territoire de la commune de Lagarde, dans le département de l'Ariège, en région Occitanie.
Mise en service en 1902, elle est fermée au trafic au cours du XXe siècle (1946 pour les voyageurs, 1973 pour les marchandises).

## Situation ferroviaire
Établie à 331 mètres d'altitude, la gare de Lagarde est située au point kilométrique (PK) 100,9 de la ligne de Moulin-Neuf à Lavelanet, entre les anciennes gares de Moulin-Neuf et de Camon.

## Patrimoine ferroviaire
L'ancien bâtiment voyageurs a été transformé en maison d'habitation privée.